# Лаос на Светском првенству у атлетици на отвореном 2023.
Лаос је учествовао на 19. Светском првенству у атлетици на отвореном 2023. одржаном у Будимпешти од 19. до 27. августа петнаести пут. Репрезентацију Лаоса представљала је 1 такмичарка која се такмичила у трци на 100 метара,
На овом првенству такмичарка Лаоса није освојила ниједну медаљу, нити је остварила неки резултат.

## Учесници
Жене :
- Силина Фа Афај — 100 м

## Резултати

### Жене
| Атлетичарка    | Дисциплина | Лични рекорд | Квалификације | Квалификације | Полуфинале           | Полуфинале           | Финале               | Финале       | Детаљи |
| Атлетичарка    | Дисциплина | Лични рекорд | Резултат      | Место         | Резултат             | Место                | Резултат             | Место        | Детаљи |
| -------------- | ---------- | ------------ | ------------- | ------------- | -------------------- | -------------------- | -------------------- | ------------ | ------ |
| Силина Фа Афај | 100 м      | 12,31        | 12,67         | 8. у гр. 3    | Није се квалификовао | Није се квалификовао | Није се квалификовао | 49 / 54 (56) |        |